# 상하이 경기장 역

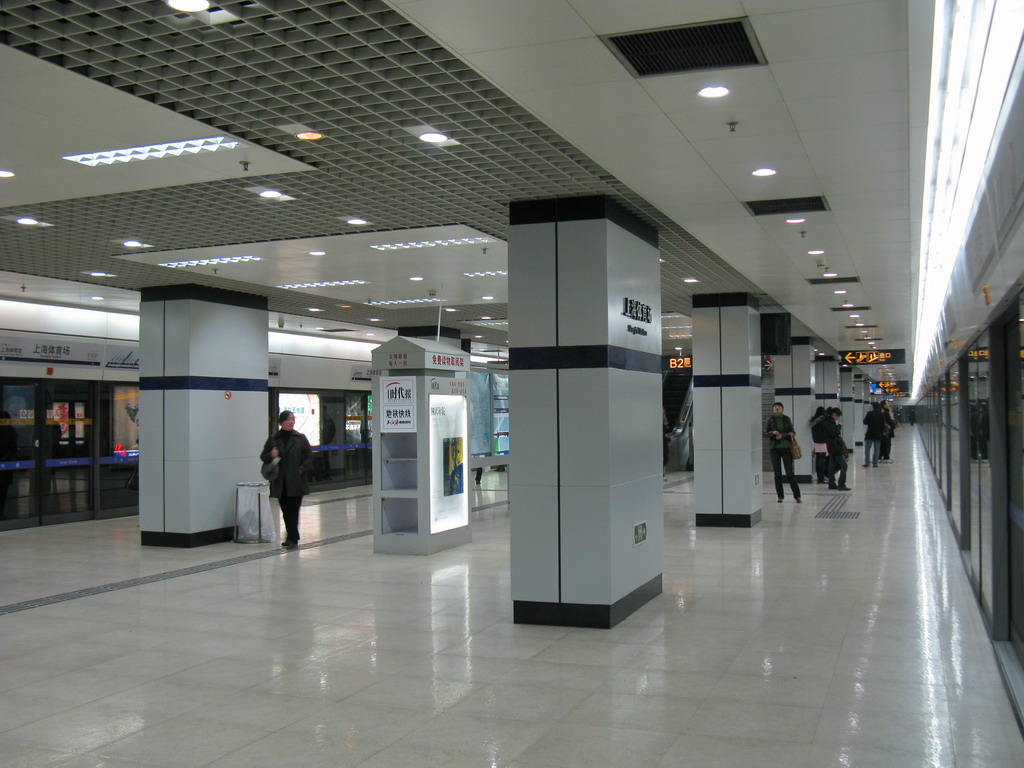

상하이 경기장 역(중국어: 上海体育场站,영어: Shanghai Stadium Station)은 상하이 쑤후이 구에 있는 지하철 4호선 역이다. 역사는 지하 섬식의 지하철 역사이다.

## 역사
- 2005년 12월 31일 4호선 개통

## 버스
56, 92, 隧道二线, 218, 178大站, 大桥六线, 大桥六线(구간), 徐川专线, 111, 820, 824, 徐吴专线, 144, 49, 957, 958, 251

## 주변 명소
- 상하이 체육장

## 지하철
- 4호선
  - 둥안루 역(东安路) - 상하이 체육장(上海体育场) - 상하이 체육관(上海体育馆)

## 출구
- 1번출구: 링링루(零陵路) 북쪽，4번출구 동
- 2번출구: 링링루(零陵路) 남쪽，톈야오챠오루(天钥桥路) 동쪽
- 3번출구: 링링루(零陵路) 남쪽，톈야오챠오루(天钥桥路西) 서쪽
- 4번출구: 링링루(零陵路) 북쪽，톈야오챠오루(天钥桥路西) 동쪽

## 같이 보기
- 상하이 지하철
- 상하이 지하철 4호선